# Łukasz Kuźma
Łukasz Kuźma (ur. 15 maja 1991 w Łapach) – polski zawodowy sędzia piłkarski, od 2024 sędzia międzynarodowy.

## Kariera
Sędzią piłkarskim został w wieku siedemnastu lat, w 2008 roku. W młodości grał w piłkę nożną w Piaście Białystok i Hetmanie Białystok. W III lidze zadebiutował w 17 sierpnia 2013, w spotkaniu między Promieniem Mońki a Zniczem Biała Piska. W październiku 2014 wziął udział w programie CORE Polska. 13 listopada 2017 roku zadebiutował na szczeblu centralnym; było to spotkanie 3. kolejki II ligi między Olimpią Elbląg a Gwardią Koszalin, zakończone wynikiem 2:0. Podczas owego meczu sędzia nie pokazał zawodnikom żółtych ani czerwonych kartek.
Na szczeblu zaplecza Ekstraklasy zadebiutował 2 listopada 2018 roku podczas spotkania między zespołem GKS Tychy a Chojniczanką Chojnice, zakończonego wynikiem 0:1. W lipcu 2019 roku otrzymał awans do grupy sędziowskiej Top-Amator A.
18 lipca 2020 był rozjemcą swojego pierwszego meczu w Ekstraklasie: spotkania 37. kolejki Ekstraklasy między Rakowem Częstochowa a Wisłą Płock, zakończonego wynikiem 2:1. W sezonie następnym sędziował łącznie 12 spotkań Ekstraklasy oraz 8 meczów na poziomie I ligi.
W 2024 roku został arbitrem międzynarodowym. W sezonie 2024/2025 sędziował łącznie 23 spotkania ekstraklasowe.

## Kariera międzynarodowa
7 czerwca 2024 sędziował spotkanie pomiędzy reprezentacją Szkocji a reprezentacją Finlandii, zakończone dwubramkowym remisem. Otrzymał powołanie do sędziowania turnieju Mistrzostw Europy U-17 w Piłce Nożnej w 2025 roku. Na turnieju sędziował spotkanie Francji U-17 z Portugalią U-17 (zakończone bezbramkowym remisem), a także mecz Anglii U-17 z Belgią U-17 (zakończone jednobramkowym remisem).

## Życie prywatne
W 2023 roku wziął udział w 8. odcinku serialu „Sędziowie”.